# Lalla Bahia
Lalla Bahia bint Antar (لالة بهية بنت عنتر; ? – Rabat, 3 de septiembre de 2008) fue la tercera mujer de Mohammed V de Marruecos, que reinó entre 1927 y 1961. Bahia era también la madre de Princesa Lalla Amina de Marruecos.

## Biografía
Lalla Bahia procedía de una familia rica bereber con orígenes Glaoua. Abdelssadeq el-Glaoui explicó que, al igual que Lalla Abla bint Tahar, la segunda esposa de su marido, Lalla Bahia fue elegida de la casa Glaoui. De todas maneras, no se especifica si tiene orígenes por el lado materno o paterno.
Lalla Bahia se casó con el Sidi Mohammed en verano de 1953 en una discreta ceremonia. Fruto de esta relación nació su hija, la Princesa Lalla Amina de Marruecos (1954-2012), nacida en Antsirabe. Quedó viuda de su marido el 26 de febrero de 1961, en consonancia con su vida ininterrumpida dentro de la familia real.
Bahia murió el 3 de septiembre de 2008. Su funeral se celebró el Mausoleo Moulay El Hassan en el Dar al-Makhzen en Rabat.